# Školní zahrada

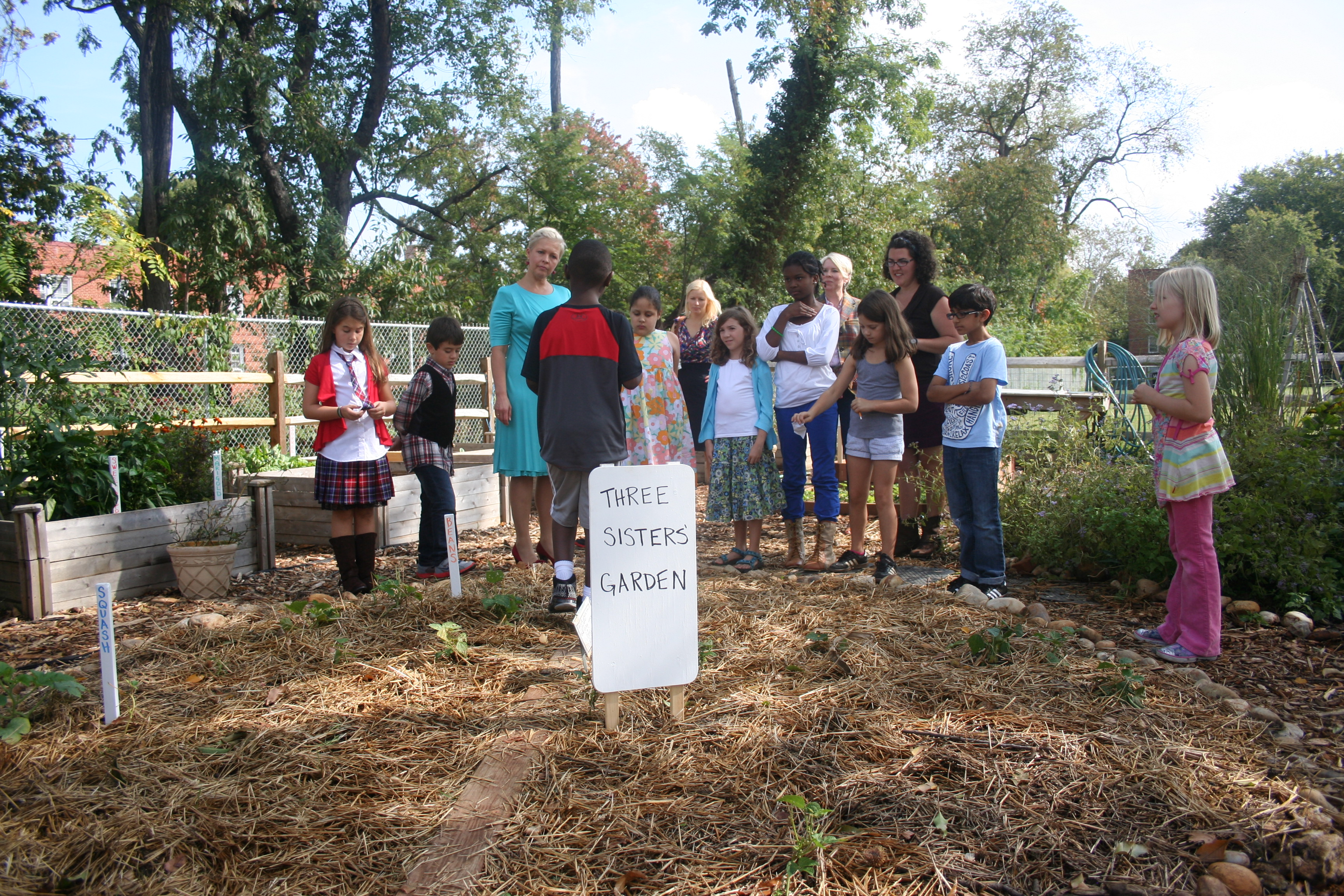

Školní zahrada je označení pro pozemek jehož vlastníkem je vzdělávací zařízení a který je využíván pro pěstování rostlin, jako zahrada. Často se školní zahrada vyskytuje u mateřských škol, lze ji najít u některých základních škol a někdy se vyskytuje i u středních odborných škol a gymnázií. V pracích o školních zahradách je zmiňováno, že jde o místa vytvořené tak, aby se děti cítily dobře, místa, která mají být bohaté na podněty. Na počátku 21. století autoři prací o školních zahradách konstatují, že „máme k přírodě mnohem dál, než předchozí generace.“ Děti pod dozorem učitelek, které jsou za bezpečnost dětí zodpovědné, dostávají jasné pokyny od rodičů, že děti nesmí běhat, aby se neuhnaly, že si nesmí hrát v trávě, aby se neumazaly a také nesmí ke keřům, protože tam mohou být brouci.

## Historie

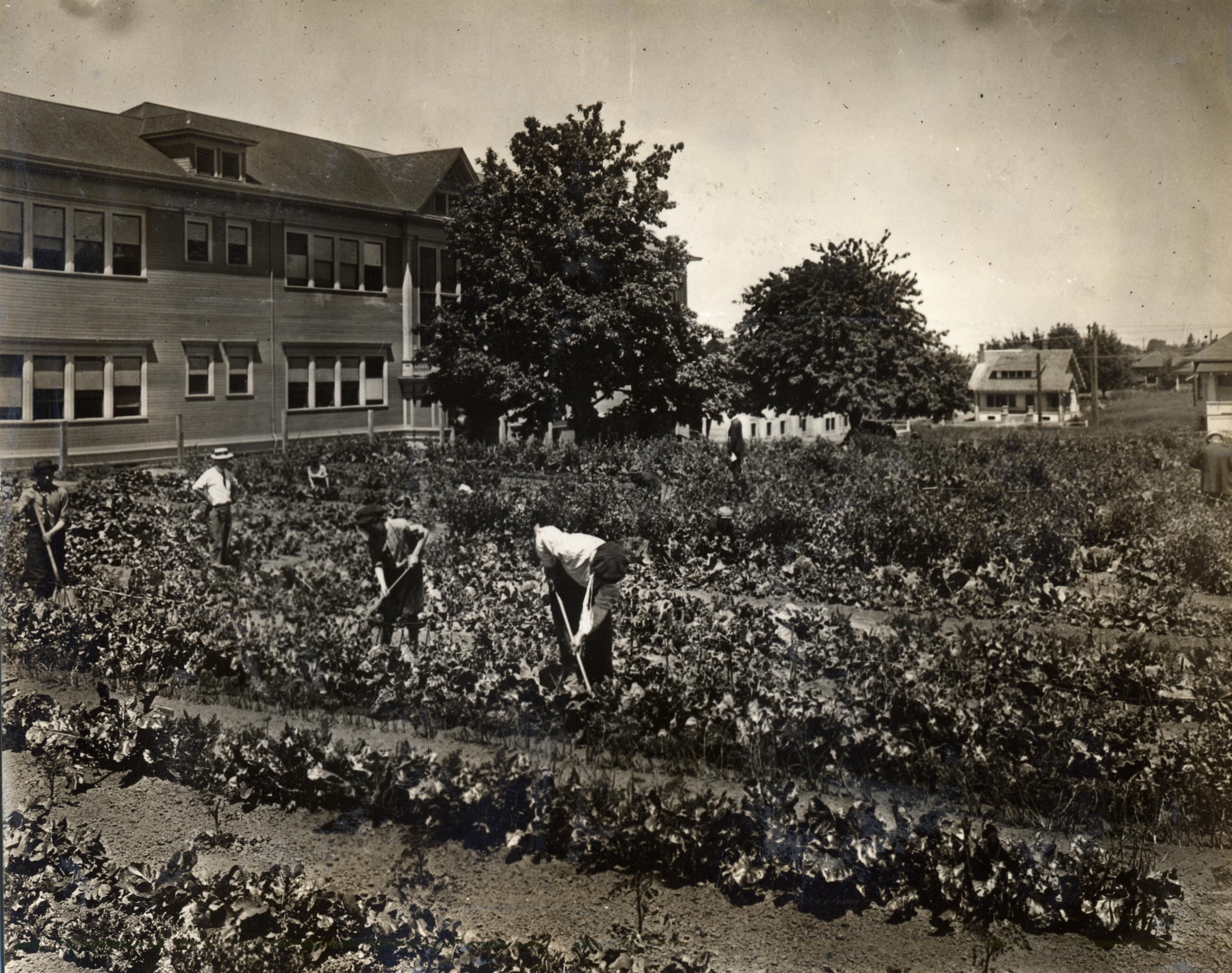

Zmínky o existenci školních zahrad se objevují po vydání Všeobecného školního řádu Marie Terezie v roce 1774. V tomto období školní zahrady nebyly využívány pro součást výuky. Sloužily pedagogickým pracovníkům (učitelům) jako prostor, kde si vypěstovali svoji obživu. Tyto pozemky učitelům byly přidělovány obcemi, které takto řešily povinnost vyplácet učitele částečně v naturáliích. Tato funkce školních zahrad pochází z dob řecko-perské civilizace, která tímto svým přístupem inspirovala k napodobení i středověkou křesťanskou kulturu.
Roku 1869 v Rakousku, a tím i v Čechách, byla zákonem (Hasnerův zákon) ustanovena povinná osmiletá školní docházka. První vzorová a profesionálně vytvořená školní zahrada, která měla sloužit k dalšímu vzdělávání učitelů byla zbudována v Budči v Praze. podle plánu, v takzvaném „Všemuzeu“. Autorem zahrady byl lékař Amerling, který tematicky navázal na Komenského Orbis pictus. Rostliny ve zdejší zahradě měly být uspořádány podle Jussierova systému, ale jiné zdroje uvádí, že byly uspořádány podle zeměpisného výskytu. Vše bylo opatřeno cedulkami s popisy. Rozlišeny byly rostliny jedovaté, okrasné, barvířské a hospodářské. Tato úprava nadlouho ovlivnila představu učitelů o podobě školních zahrad.

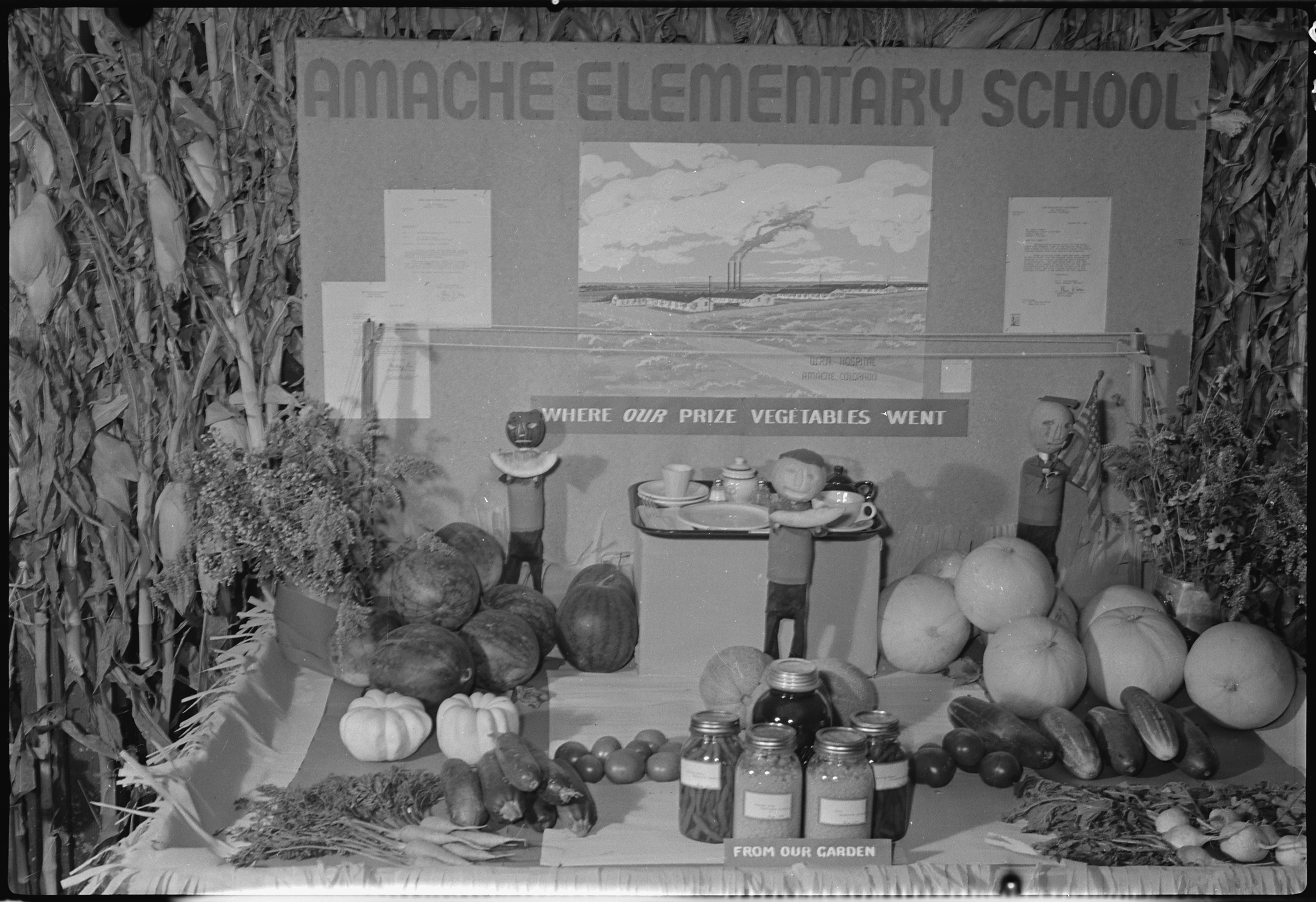
Výstava výpěstků ze školní zahrady.

„Nástin základních zásad pro veřejné vyučování v Rakousku“, který byl vydán roku 1848 navrhuje zřízení školních zahrad. Nařízení z 8. ledna 1871 dává pokyn aby všechny školy byly vybaveny zahradami. V této době jsou však nevybudované školní zahrady školní inspekcí vnímány jako nedostatky. Podle informací z roku 1869 již má každá škola dobrou pitnou vodu a zahradu. V roce 1892 již nařízení přímo určuje jak má být školní zahrada rozdělena a využita. V této době tyto školní pozemky sloužily k hospodářským pokusům a k hospodaření učitelů a školáků. Učitelé byli v tomto období považováni za osoby vzdělané v hospodaření a za zkušené přírodovědce. V různých částech země podněcovali hospodáře k novým postupům a šířili inovace. Školy mohly požádat o příspěvky na úpravy zahrad.

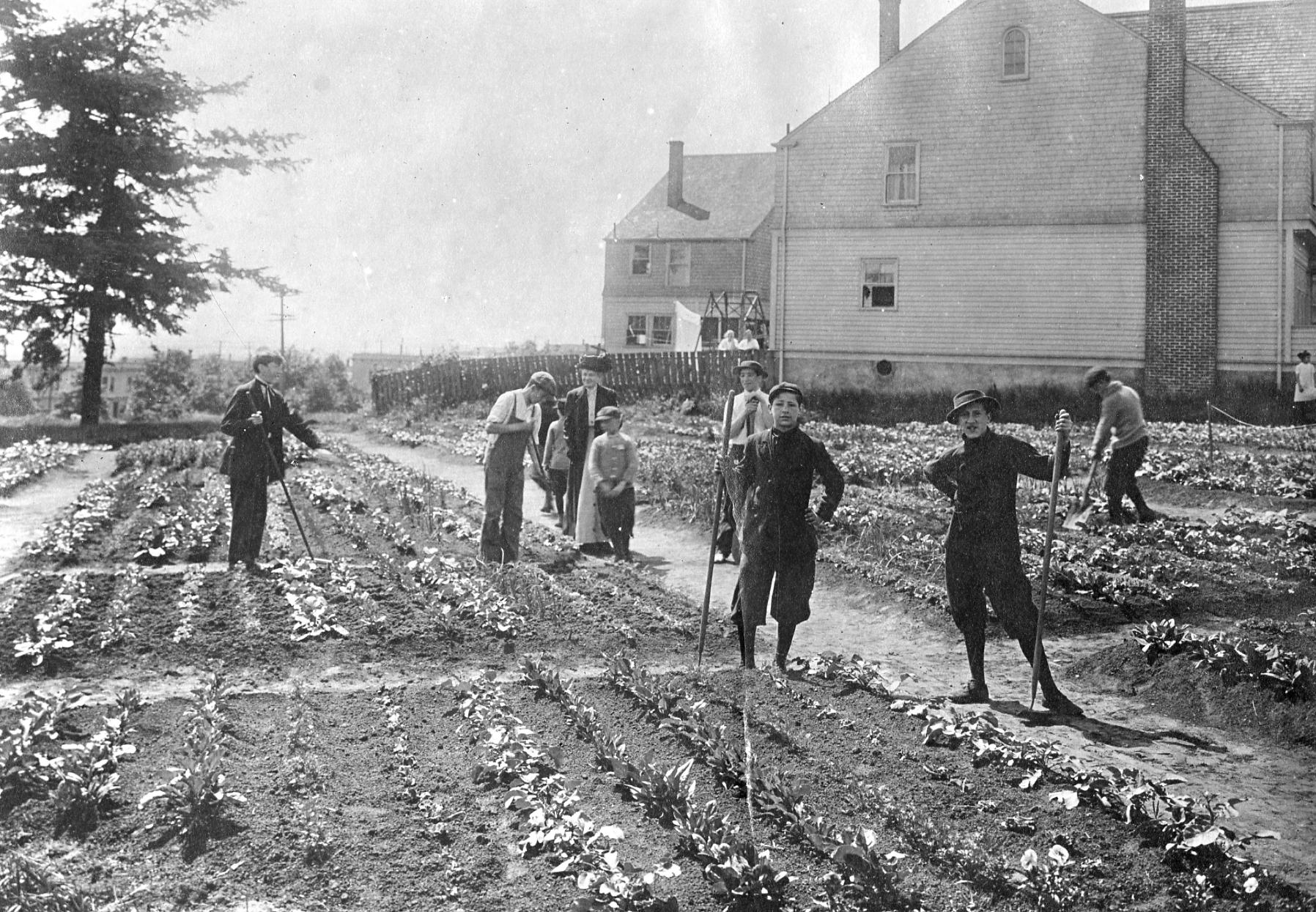
Školní zahrada asi v roce 1913.

Konzervování fazolí na školní zahradě.

Školní zahrada měla být rozdělena na místo pro pěstování květin a ovocnářské, zelinářské, hospodářské a botanické části. Součástí zahrady měla být nádrž s vodními rostlinami a vodními zvířaty. Za práci žáci dostávali vypěstované plody, semena a květiny zdarma.
Během konce 19. století byly ve školách zavedeny takzvané „zahradní dny“, ve kterých se vyučovalo pouze v zahradě. Školám, které neměly zahrady, bylo doporučeno provádět výuku u majitele vhodné zahrady. V roce 1892 byla také zavedena „Slavnost stromů“ (v USA existoval zvyk také), kdy byla uspořádána veřejná slavnost se zasazením jednoho či více stromů žáky a učiteli. Často šlo o lípy a topoly. Slavnostem stromů byla věnována velká pozornost a jsou zachyceny na mnoha dobových fotografiích. Podle popisu stejných akcí z USA většina vysazených dřevin bez péče uhynula.
Podle dostupných informací bylo roce 1904 v Českých zemích 4992 obecných škol, z nich pouze 772 (15,5 %) nemělo školní zahradu. Pozemky sloužily pravidelně jako prostředek k vzdělávání, rozvoji pracovních návyků i vztahu k přírodě. Za hlavní funkci školní zahrady se považovalo vytvoření pozitivního vztahu studentů k přírodě.

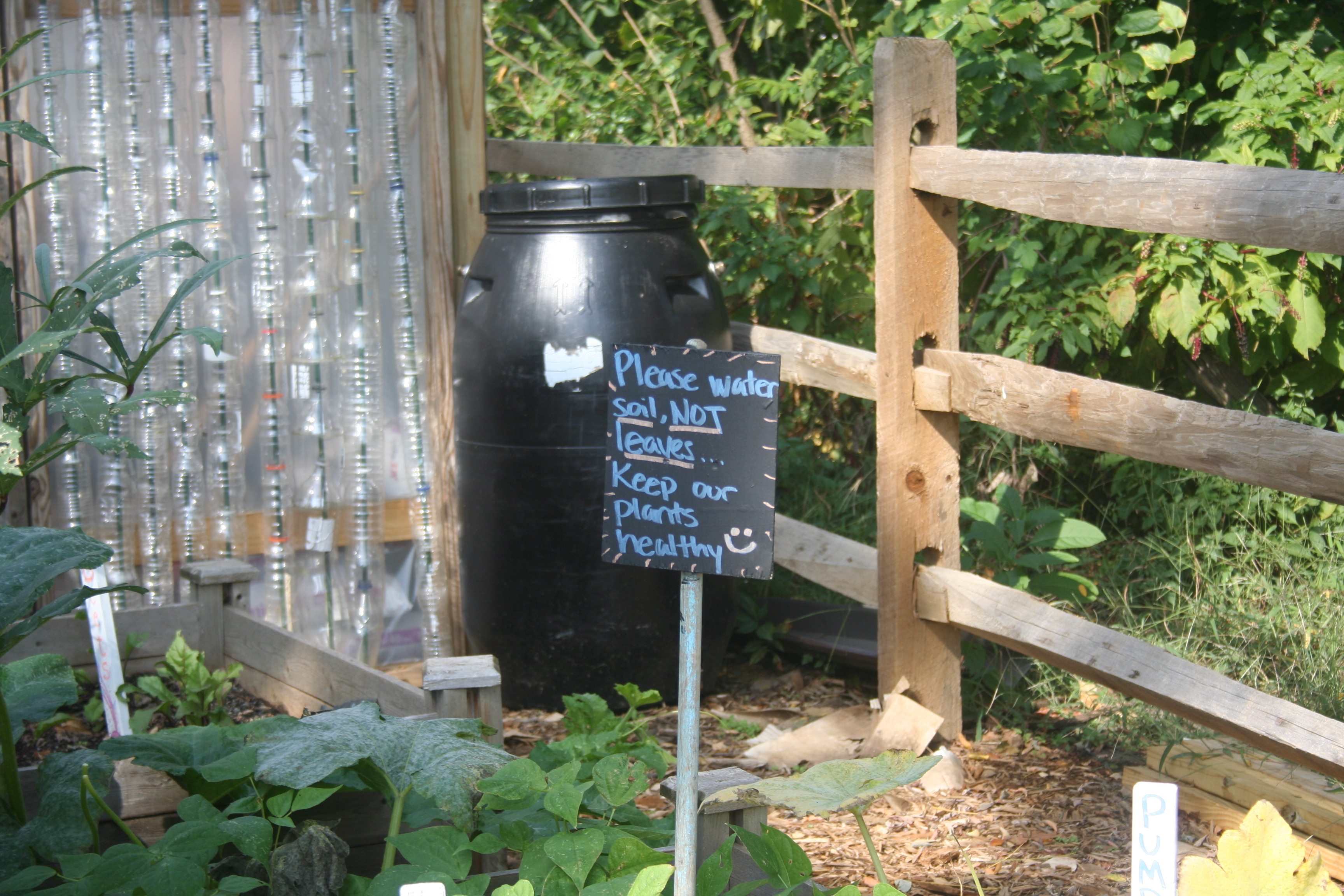
Některé školní zahrady mohou naučit děti základy péče o rostliny.

V roce 1937 byl vydán Řád školních zahrad. Cílem školní zahrady mělo být ujasnění hodnoty práce cizí i vlastní. Studenti vlastní prací a vlastními objevy a pozorováním poznávali základní rostliny a učili se je pěstovat. Řád nařizoval zřízení školní zahrady u každé školy:
„Při školách jedno až trojtřídních neměla být školní zahrada menší než 4 ary, při čtyř a všetřídních školách měla mít nejméně 6 arů a při školách měšťanských měla mít alespoň 8 arů.“
Po druhé světové válce hospodářský význam školních pozemků klesá. V zemích západního Evropy jsou zahrady měněny na hřiště. V zemích východní a střední Evropy vznikají nové zahrady kde probíhá výuka předmětu "Pěstitelské práce". Studenti pod dozorem pedagogů na školní zahradě odplevelovali a okopávali zeleninu. Plodiny byly využívány pedagogy, nebo ve školní kuchyni.

## Současnost

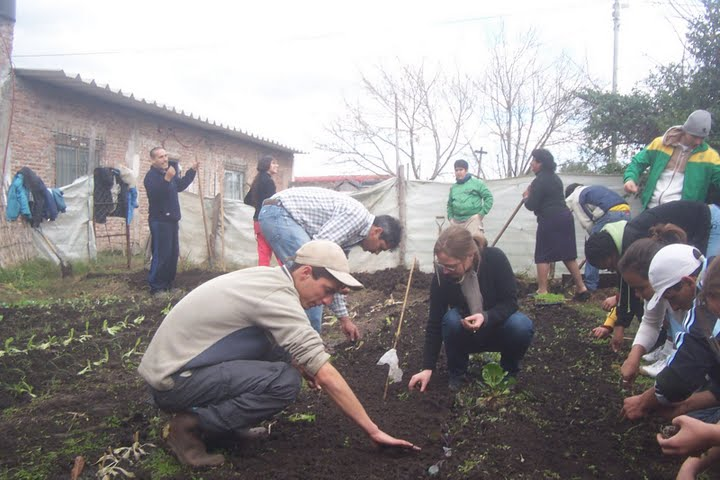

„Problém školních zahrad je celosvětový. Česká republika má však dobrou startovací pozici v tom, že ještě mnoho škol pozemky vlastní, což není tak běžné na západ od našich hranic.…“ „…nejvíce školních zahrad zmizelo po roce 2000 … školní zahrady nadále mizejí.“
Během počátku 21. století dochází k nárůstu zpráv o významném snížení počtu zahrad u školních zařízení v ČR v rámci restitucí, stěhováním školy do objektu bez zahrady, ale především převedením pozemku na jiné organizace nebo používáním jinou organizací pro komerční účely. Celkově jsou zahrady oproti minulosti hůře vybaveny, zanedbávány, velmi málo využívány, pouze upraveny jako bezpečnostním normám vyhovující plochy pro pohyb studentů.
Z průzkumu trvajícím 12 let uspořádaném v části Prahy vyplývá, že vybavení mateřských škol, co se týče herních doplňků, se zlepšuje. Podle téže zprávy se ale zhoršuje stav dřevin a trávníků.
„Zvýšil se počet neodstraněných suchých a nemocných dřevin. Více se vyskytují keře geometricky sestříhávané, takže normálně rostoucí keř se děti učí podvědomě vnímat jako neupravený. Trávníky u poloviny zahrad nejsou dobře udržované, jsou změchovatělé, často plné plevelných rostlin i různých odpadků.“

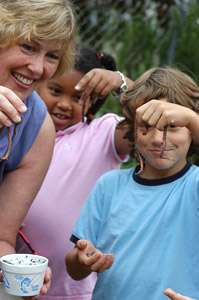
Děti a žížaly na školní zahradě.

Přitom je ale vzít v úvahu, že na počátku druhé dekády 21. století již zaplevelené trávníky nejsou vnímány ani jako estetická vada, naopak jako zvýšení diverzity.
V druhé dekádě 21. století je zřejmá zvýšená snaha o vytváření tzv. přírodních učeben. Přírodní učebna může ukazovat dětem biotopy, druhy a odrůdy ovocných dřevin, zemědělských a technických plodin, ale i léčivých a okrasných rostlin, nebo nabídnout zážitek ze smyslové stezky.
Pedagogičtí pracovníci si v druhé dekádě 21. století zejména stěžují na hygienické předpisy, zákazy konzumace čerstvého ovoce, zákazy chovu zvířat a hmyzu. Podle hygienických norem Evropské unie vypěstované ovoce a zeleninu nesmí škola využít.
Snahou o zachování školních zahrad se dlouhodobě zabývá organizace Chaloupky. Manuál „Učíme se v zahradě“ M. Burešové byl přeložen do různých jazyků a ovlivňuje pojetí školních zahrad jako učeben mnoha evropských zemí.
V roce 2008 byly rovněž pořádány semináře „Využití školní zahrady (přírodní učebny) k naplnění Rámcového vzdělávacího programu pro základní vzdělávání“.

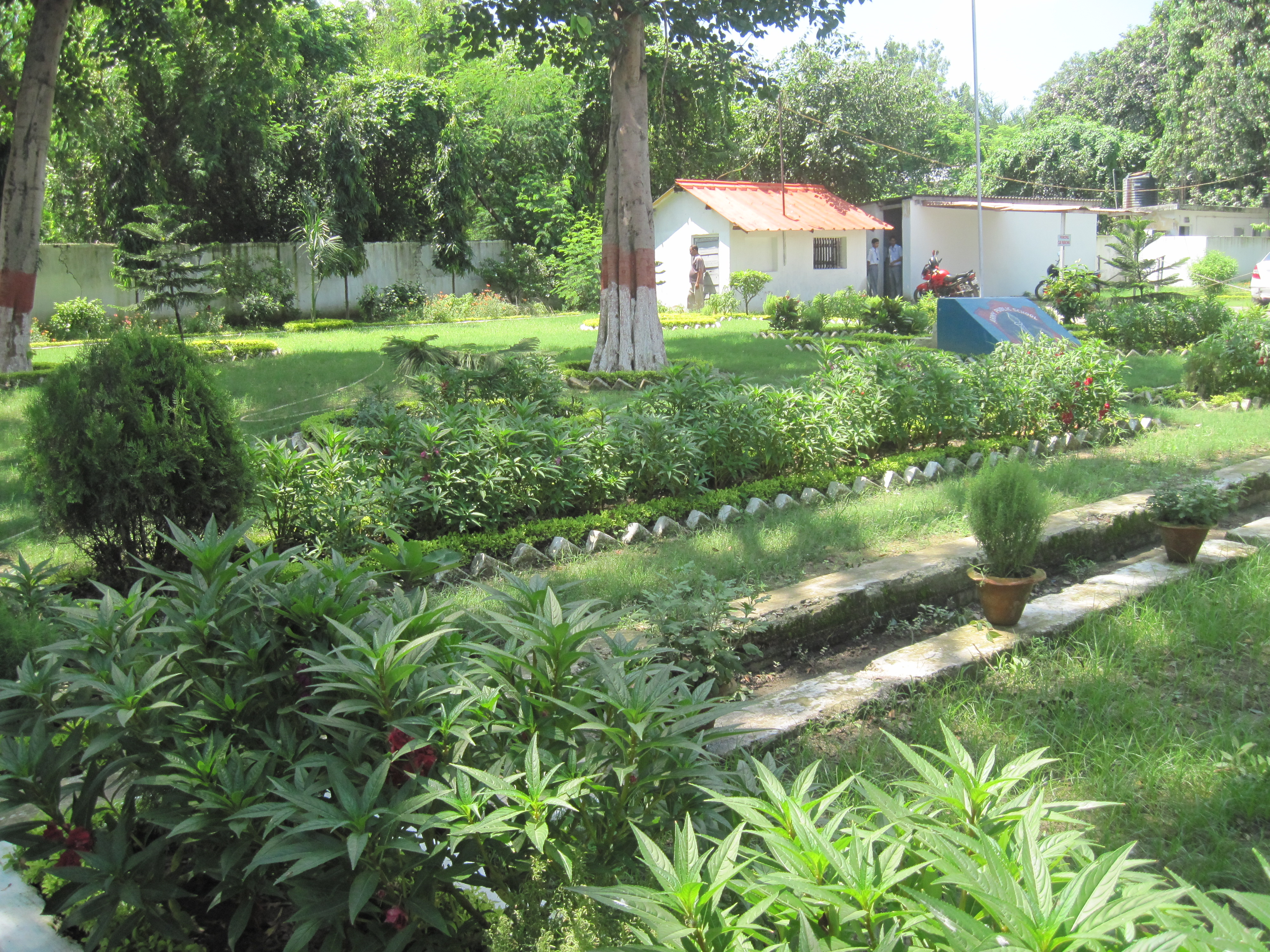

## Funkce
- rekreační prostor – místo, kde děti aktivně nebo i pasivně odpočívají
- sociální – probíhají zde interakce mezi dětmi
- výuková – výchova ke vztahu k přírodě, rozvoj kreativity
- tělocvičná – zlepšování tělesné kondice a otužování

„Každé dítě by mělo mít svůj vlastní svět, kde jsou bábovičky z písku, luční kobylky, vodní brouci, pulci, žáby, motýli, lesní jahody, třešně, žaludy, kaštany, lezení po stromech, brouzdání se potokem, lekníny, veverky, netopýři, včely, morčata, štěňata, strniště, smrkové šišky, oblázky, písek, hadi, borůvky a sršni. Každé dítě, které o tento svět přijde, zároveň přijde i o nejlepší zdroj své výchovy.“ Luther Burbank v knize Zdokonalování lidské rostliny.

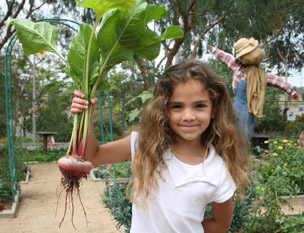
Děti se v USA a Británii baví pěstováním zeleniny, tuto zeleninu samy mohou vařit a jíst.

„Zásadní význam školních zahrad spočívá právě v možnosti kontaktu dětí s přírodou. Ve vnitřním prostředí děti často obklopují umělé materiály a od přírody zcela odtržené předměty. Venku by se děti měly setkávat s přírodou… …je dobré dětem toto prostředí co nejvíce přiblížit alespoň v zahradě nebo na hřišti.“ Lektorka lesní pedagogiky, Ing. Dagmar Kozlová, Ph.D.
Školní zahrady se během počátku 21. století v ČR opět začínají fungovat jako prostor k setkávání, společným akcím dětí a pedagogů.

### Výuka vztahu k přírodě
„Postav dětem domek a ony z něj udělají prkýnka. Dej dětem prkýnka, kladivo a hřebíky a ony z nich postaví domek.“ 

S uvedeným heslem se pokouší ukázat výuku vztahu k přírodě ve školních zahradách nadace Zelený poklad. Podává informace a zkušenosti, které mohou vést k tvorbě ekologických školních zahrad a tvorby ekovýchovných prvků.
Velmi významnou autorkou v oblasti úprav školních zahrad a výchovy vztahu k přírodě je Květoslava Burešová. Její kniha Učíme se v zahradě je citována i autory odborných prací. Zavedla tradici tzv. „Toulavých autobusů“ po školních zahradách a obdržela i cenu za celoživotní přínos v oblasti vzdělávání.
Výuku vztahu k přírodě podporuje nadace Veronica a to i dotacemi, je však zaměřena výhradně na přírodní zahrady. Výuku ekologie, vztahu k přírodě a trvale udržitelného rozvoje, podporuje poradenstvím školská organizace Lipka jenž uděluje i ocenění v tomto směru. Inspirací k tomuto počínání je nadaci projekt Natur im Garten.
K údržbě školní zahrady jako způsobu výuky jsou zpracovávány i pracovní listy, které umožní dětem získané informace prohloubit, spojit si některá fakta.
Za efektivní způsob jak přiblížit zahradu studentům je považováno zapojit je do dobrovolné údržby a tvorby zahrady. Ideálně spolu s ochotnými nebo dobře placenými pedagogy. To je snazší u předpubertálních dětí, které ještě netrpí výkyvy v pocitech nadřazenosti/méněcennosti a nemají potřebu kompenzace podnětů afektivním chováním, zviditelňování, a především v jejichž společenských a školních skupinách není známkou prestiže a schopností vyhýbání se práci (nicnedělání) nebo poškozování okolí (vandalismus). Dobrým podnětem, který zvýší zájem dětí, může být využívání ovoce a zeleniny ze zahrady žáky, vlastní (třídní) záhon nebo strom.
Podle některých doporučení nemá být na školní zahradu vysazován ocún, protože je celý prudce jedovatý a další jedovaté rostliny. Častou součástí školních zahrad je tis červený, ptačí zob, bobkovišeň, barvínek, štědřenec odvislý, zlatice, zimostráz vždyzelený nebo například akát. Poučené děti jedovaté plody nekonzumují.